# Kim Olsen
Kim Olsen (født d. 11. februar 1979) er en dansk fodboldspiller, der spiller for Vejle-Kolding .

## Profil
Kim Olsen er med sine 193 cm og 87 kg en stor og fysisk stærk angriber.
Han indledte sin karriere i Ikast FS, hvorfra han skiftede til Holstebro Boldklub og videre til FC Midtjylland, som på daværende tidspunkt spillede med i toppen af Superligaen. Her gjorde Kim Olsen så god en figuer, at det tiltrak opmærksomhed fra engelske Sheffield Wednesday, som i hentede danskeren til engelsk fodbold i 2004. Perioden i engelsk fodbold blev imidlertid ikke en succes for Kim Olsen, der samme år fik lov til at skifte til Silkeborg IF på en fri transfer. Tiden i Silkeborg var succesfuld men også præget af skader, hvilket førte til, at Kim Olsen i sommeren 2008 blev udlejet til svenske Örebro SK .
Lejemålet med Örebro SK blev så stor en succes for både Örebro og Kim, at parterne valgte at forlænge samarbejdet med 3 år. Men den 13. juni 2010 valgte Kim Olsen imidlertid at skifte tilbage til dansk fodbold og Vejle Boldklub på en 2-årig kontrakt .
Kim meddelte i 2012, at han ville stoppe med fodbolden grundet en hofteskade. Efter meddelelsen, begrundede han med følgende: "Det er irriterende, og ikke sådan, jeg håbede det hele skulle slutte. Jeg havde håbet selv at kunne tage beslutningen om, hvornår jeg skulle stoppe min karriere. Nu er det kroppen, der tager beslutningen for mig, og det er en træls situation, som desværre har været længe undervejs."